# David Huffman
David A. Huffman (ur. 9 sierpnia 1925, zm. 7 października 1999 w Santa Cruz) – amerykański informatyk.

## Życiorys
Pochodził z Ohio i kształcił się na miejscowym uniwersytecie. W czasie II wojny światowej służył w marynarce wojennej USA; po wojnie wrócił na uniwersytet stanowy Ohio i uzyskał tam stopień magistra w dziedzinie inżynierii elektrycznej (1949). W 1953 obronił doktorat w Massachusetts Institute of Technology. Pracował później jako wykładowca w MIT, a od 1967 na Uniwersytecie Kalifornijskim w Santa Cruz, gdzie organizował wydział nauk informatycznych (stał na jego czele w latach 1970–1973) i był profesorem. Kontynuował współpracę z uczelnią także po przejściu na emeryturę w 1994.
Prowadził badania nad wykończeniem maszyn statycznych, obwodami scalonymi, procedurami syntezy sygnałów i projektami sygnałów. Najbardziej znanym osiągnięciem informatyka jest opracowana w 1952 metoda kompresji bezstratnej, tzw. kodowanie Huffmana. 
Huffman nie patentował swoich osiągnięć, koncentrując się na pracy edukacyjnej. Mawiał: „moimi produktami są studenci”. Został uhonorowany wieloma prestiżowymi nagrodami informatycznymi, m.in. Medalem Hamminga (1999). Zmarł po chorobie nowotworowej.